# Lekkoatletyka na Letnich Igrzyskach Olimpijskich 2012 – bieg na 800 m mężczyzn
Bieg na 800 metrów mężczyzn był jedną z konkurencji lekkoatletycznych rozgrywanych podczas XXX Igrzysk Olimpijskich w Londynie.
Wyznaczone przez IAAF minima kwalifikacyjne wynosiły 1:45,60 (minimum A) oraz 1:46,30 (minimum B).
Tytułu nie bronił mistrz olimpijski z Pekinu Wilfred Bungei. Przed rozpoczęciem olimpijskich zmagań głównym faworytem był rekordzista świata David Rudisha. Oprócz niego do końcowego tryumfu byli wymieniani jego rodacy Anthony Chemut i Timothy Kitum oraz aktualny halowy mistrz świata Etiopczyk Mohammed Aman.
Rywalizacja rozpoczęła się 6 sierpnia o 10:50 czasu londyńskiego, a finał odbył się trzy dni później o 20:00.
Mistrzem olimpijskim został David Rudisha z rekordem świata 1:40,91. Rekord świata juniorów ustanowił drugi na mecie Nijel Amos z Botswany. W finale siedmiu zawodników ustanowiło swoje rekordy życiowe.

## Statystyka

### Rekordy
Tabela przedstawia rekordy olimpijski, świata oraz poszczególnych kontynentów w tej konkurencji przed rozpoczęciem zawodów.
| Rekord świata                                  | David Rudisha (KEN)    | 1:41,01s  | Rieti, Włochy               | 29.08.2010 |
| Rekord olimpijski                              | Vebjørn Rodal (NOR)    | 1:42,58 s | Atlanta, Stany Zjednoczone  | 31.07.1996 |
| Rekord Afryki                                  | David Rudisha (KEN)    | 1:41,01s  | Rieti, Włochy               | 29.08.2010 |
| Rekord Ameryki Południowej                     | Joaquim Cruz (BRA)     | 1:41,77 s | Kolonia, Niemcy             | 26.08.1984 |
| Rekord Ameryki Północnej, Środkowej i Karaibów | Johnny Gray (USA)      | 1:42,60 s | Koblencja, Niemcy           | 28.08.1985 |
| Rekord Azji                                    | Yusuf Saad Kamel (BRN) | 1:42,79s  | Monaco, Monaco              | 29.07.2008 |
| Rekord Europy                                  | Wilson Kipketer (DEN)  | 1:41,11 s | Kolonia, Niemcy             | 24.08.1997 |
| Rekord Oceanii                                 | Peter Snell (NZL)      | 1:44,3s   | Christchurch, Nowa Zelandia | 3.02.1962  |

### Listy światowe
Tabela przedstawia 10 najlepszych wyników uzyskanych w sezonie 2012 przed rozpoczęciem igrzysk.
| lp. | Zawodnik                   | Wynik   | Data      | Miejsce    |
| --- | -------------------------- | ------- | --------- | ---------- |
| 1.  | David Rudisha              | 1:41,54 | 6 lipca   | Paryż      |
| 2.  | Nijel Amos                 | 1:43,11 | 9 czerwca | Mannheim   |
| 3.  | Abraham Kipchirchir Rotich | 1:43,13 | 20 lipca  | Monako     |
| 4.  | Leonard Kirwa Kosencha     | 1:43,40 | 20 lipca  | Monako     |
| 5.  | Duane Solomon              | 1:43,44 | 20 lipca  | Monako     |
| 6.  | Mohammed Aman              | 1:43,51 | 16 maja   | Daegu      |
| 7.  | Abubaker Kaki              | 1:43,71 | 5 lipca   | Sollentuna |
| 8.  | Kevin López                | 1:43,74 | 20 lipca  | Monako     |
| 9.  | Job Koech Kinyor           | 1:43,76 | 11 maja   | Doha       |
| 10. | Nick Symmonds              | 1:43,78 | 20 lipca  | Monako     |

## Terminarz
| Data                          | Czas  | Runda      |
| ----------------------------- | ----- | ---------- |
| Poniedziałek, 6 sierpnia 2012 | 10:50 | Eliminacje |
| Wtorek, 7 sierpnia 2012       | 19:55 | Półfinały  |
| Czwartek, 9 sierpnia 2012     | 20:00 | Finał      |

## Wyniki

### Eliminacje
Do zawodów zgłoszono 56 zawodników i zostali oni podzieleni na 7 biegów eliminacyjnych. Bezpośrednio z każdego z nich do drugiej rundy awansowali trzej najszybsi zawodnicy (Q) oraz dodatkowo trzej z najlepszymi czasami, którzy zajęli miejsca gorsze niż trzecie w swojej serii (q). Ostatni wynik dający awans do półfinałów wynosił 1:48,27. Mimo iż Marcin Lewandowski zajął w swojej serii 5. miejsce, został dopuszczony do półfinałów po uwzględnieniu protestu (na ostatniej prostej Polak został podcinany przez Mohammada Al-Azemiego z Kuwejtu; Al-Azemi został zdyskwalifikowany).

#### Bieg 1
Godzina: 10:50 (UTC+1)
| Poz. | Zawodnik           | Narodowość        | Tor | Rezultat | Uwagi |
| ---- | ------------------ | ----------------- | --- | -------- | ----- |
| 1.   | Nijel Amos         | Botswana          | 8   | 1:45,90  | Q     |
| 2.   | Fabiano Peçanha    | Brazylia          | 9   | 1:46,29  | Q     |
| 3.   | Luis Alberto Marco | Hiszpania         | 7   | 1:46,86  | Q     |
| 4.   | Khadevis Robinson  | Stany Zjednoczone | 6   | 1:47,17  |       |
| 5.   | Marcin Lewandowski | Polska            | 2   | 1:47,64  | q     |
| 6.   | Iwan Tuktaczew     | Rosja             | 3   | 1:49,77  |       |
| 7.   | Derek Mandell      | Guam              | 6   | 1:58,94  |       |
|      | Mohammad Al-Azemi  | Kuwejt            | 4   | DSQ      | DSQ   |

#### Bieg 2
Godzina: 10:58 (UTC+1)
| Poz. | Zawodnik                 | Narodowość      | Tor | Rezultat | Uwagi |
| ---- | ------------------------ | --------------- | --- | -------- | ----- |
| 1.   | David Rudisha            | Kenia           | 7   | 1:45,90  | Q     |
| 2.   | Musaeb Abdulrahman Balla | Katar           | 8   | 1:46,37  | Q     |
| 3.   | Andrew Osagie            | Wielka Brytania | 4   | 1:46,42  | Q     |
| 4.   | Wesley Vazquez           | Portoryko       | 6   | 1:46,45  |       |
| 5.   | Jeffrey Riseley          | Australia       | 9   | 1:46,99  |       |
| 6.   | Ismail Ahmed Ismail      | Sudan           | 5   | 1:48,79  |       |
| 7.   | Anis Ananienka           | Białoruś        | 2   | 1:49,61  |       |
| 8.   | Samorn Kieng             | Kambodża        | 3   | 1:55,26  | SB    |

#### Bieg 3
Godzina: 11:06 (UTC+1)
| Poz. | Zawodnik                   | Narodowość       | Tor | Rezultat | Uwagi |
| ---- | -------------------------- | ---------------- | --- | -------- | ----- |
| 1.   | Abubaker Kaki              | Sudan            | 6   | 1:45,51  | Q     |
| 2.   | Timothy Kitum              | Kenia            | 9   | 1:45,72  | Q     |
| 3.   | Abd al-Aziz Ladan Muhammad | Arabia Saudyjska | 5   | 1:46,09  | Q     |
| 4.   | Andy González              | Kuba             | 7   | 1:46,24  | q     |
| 5.   | Gareth Warburton           | Wielka Brytania  | 3   | 1:46,97  |       |
| 6.   | Tamás Kazi                 | Węgry            | 4   | 1:47,10  | SB    |
| 7.   | Sören Ludolph              | Niemcy           | 2   | 1:48,57  |       |
| 8.   | Arnold Sorina              | Vanuatu          | 8   | 1:54,29  |       |

#### Bieg 4
Godzina: 11:14 (UTC+1)
| Poz. | Zawodnik              | Narodowość        | Tor | Rezultat | Uwagi |
| ---- | --------------------- | ----------------- | --- | -------- | ----- |
| 1.   | Nick Symmonds         | Stany Zjednoczone | 5   | 1:45,91  | Q     |
| 2.   | Geoffrey Harris       | Kanada            | 4   | 1:45,97  | Q     |
| 3.   | Adam Kszczot          | Polska            | 9   | 1:45,99  | Q     |
| 4.   | Pierre-Ambroise Bosse | Francja           | 6   | 1:46,03  | q     |
| 5.   | Jurij Borzakowski     | Rosja             | 7   | 1:46,29  | q     |
| 6.   | Andreas Bube          | Dania             | 2   | 1:46,40  |       |
| 7.   | Manuel Antonio        | Angola            | 3   | 1:52,54  |       |
| 8.   | Brice Etes            | Monako            | 8   | DSQ      | DSQ   |

#### Bieg 5
Godzina: 11:22 (UTC+1)
| Poz. | Zawodnik          | Narodowość      | Tor | Rezultat | Uwagi |
| ---- | ----------------- | --------------- | --- | -------- | ----- |
| 1.   | Hamada Mohamed    | Egipt           | 4   | 1:48,05  | Q     |
| 2.   | Sajad Moradi      | Iran            | 8   | 1:48,23  | Q     |
| 3.   | Kevin López       | Hiszpania       | 3   | 1:48,27  | Q     |
| 4.   | Masato Yokota     | Japonia         | 6   | 1:48,48  |       |
| 5.   | Michael Rimmer    | Wielka Brytania | 9   | 1:49,05  |       |
| 6.   | Moussa Camara     | Mali            | 2   | 1:51,36  |       |
| 7.   | Edgar Cortez      | Nikaragua       | 5   | 1:58,99  |       |
| 6.   | Taoufik Makhloufi | Algieria        | 7   | DNF      | DNF   |

#### Bieg 6
Godzina: 11:30 (UTC+1)
| Poz. | Zawodnik             | Narodowość | Tor | Rezultat | Uwagi |
| ---- | -------------------- | ---------- | --- | -------- | ----- |
| 1.   | Mohammed Aman        | Etiopia    | 2   | 1:47,34  | Q     |
| 2.   | Anthony Chemut       | Kenia      | 4   | 1:47,42  | Q     |
| 3.   | Antonio Manuel Reina | Hiszpania  | 5   | 1:47,44  | Q     |
| 4.   | Rafith Rodríguez     | Kolumbia   | 9   | 1:47,70  |       |
| 5.   | Adnan Taess Akkar    | Irak       | 3   | 1:47,83  | SB    |
| 6.   | Amine El Manaoui     | Maroko     | 6   | 1:48,48  |       |
| 7.   | Prince Mumba         | Zambia     | 7   | 1:49,07  |       |
| 8.   | Erżan Askarow        | Kirgistan  | 8   | 1:59,56  |       |

#### Bieg 7
Godzina: 11:38 (UTC+1)
| Poz. | Zawodnik          | Narodowość        | Tor | Rezultat | Uwagi |
| ---- | ----------------- | ----------------- | --- | -------- | ----- |
| 1.   | Duane Solomon     | Stany Zjednoczone | 5   | 1:46,05  | Q     |
| 2.   | Robert Lathouwers | Holandia          | 8   | 1:46,06  | Q     |
| 3.   | André Olivier     | Południowa Afryka | 6   | 1:46,42  | Q     |
| 4.   | Jakub Holuša      | Czechy            | 9   | 1:46,87  |       |
| 5.   | Julius Mutekanga  | Uganda            | 4   | 1:48,41  |       |
| 6.   | Moise Joseph      | Haiti             | 2   | 1:48,46  |       |
| 7.   | Benjamín Enzema   | Gwinea Równikowa  | 7   | 1:57,47  |       |
| 8.   | Kléberson Davide  | Brazylia          | 3   | DNS      | DNS   |

### Półfinały
Awans do finału uzyskiwało dwóch pierwszych zawodników (Q) plus dwóch z czasami (q).

#### Półfinał 1
Godzina: 19:55 (UTC+1)
| Poz. | Zawodnik           | Narodowość | Tor | Rezultat | Uwagi |
| ---- | ------------------ | ---------- | --- | -------- | ----- |
| 1.   | Abubaker Kaki      | Sudan      | 4   | 1:44,51  | Q     |
| 2.   | Nijel Amos         | Botswana   | 7   | 1:44,54  | Q     |
| 3.   | Adam Kszczot       | Polska     | 5   | 1:45,34  |       |
| 4.   | Anthony Chemut     | Kenia      | 6   | 1:45,63  |       |
| 5.   | Robert Lathouwers  | Holandia   | 9   | 1:45,85  |       |
| 6.   | Luis Alberto Marco | Hiszpania  | 8   | 1:46,19  |       |
| 7.   | Fabiano Peçanha    | Brazylia   | 2   | 1:46,29  |       |
| 8.   | Sajad Moradi       | Iran       | 3   | DSQ      | DSQ   |

#### Półfinał 2
Godzina: 20:04 (UTC+1)
| Poz. | Zawodnik                 | Narodowość        | Tor | Rezultat | Uwagi |
| ---- | ------------------------ | ----------------- | --- | -------- | ----- |
| 1.   | David Rudisha            | Kenia             | 7   | 1:44,35  | Q     |
| 2.   | Andrew Osagie            | Wielka Brytania   | 8   | 1:44,74  | Q     |
| 3.   | Nick Symmonds            | Stany Zjednoczone | 6   | 1:44,87  | q     |
| 4.   | Marcin Lewandowski       | Polska            | 5   | 1:45,08  |       |
| 5.   | Jurij Borzakowski        | Rosja             | 3   | 1:45,09  | SB    |
| 6.   | Kevin López              | Hiszpania         | 4   | 1:46,66  |       |
| 7.   | Musaeb Abdulrahman Balla | Katar             | 2   | 1:47,52  |       |
| 8.   | Hamada Mohamed           | Egipt             | 9   | 1:48,18  |       |
| 9.   | Andy González            | Kuba              | 1   | 1:53,46  |       |

#### Półfinał 3
Godzina: 20:13 (UTC+1)
| Poz. | Zawodnik                   | Narodowość        | Tor | Rezultat | Uwagi |
| ---- | -------------------------- | ----------------- | --- | -------- | ----- |
| 1.   | Mohammed Aman              | Etiopia           | 5   | 1:44,34  | Q     |
| 2.   | Timothy Kitum              | Kenia             | 6   | 1:44,63  | Q     |
| 3.   | Duane Solomon              | Stany Zjednoczone | 4   | 1:44,93  | q     |
| 4.   | Pierre-Ambroise Bosse      | Francja           | 8   | 1:45,10  |       |
| 5.   | André Olivier              | Południowa Afryka | 7   | 1:45,44  |       |
| 6.   | Antonio Manuel Reina       | Hiszpania         | 9   | 1:45,84  |       |
| 7.   | Geoffrey Harris            | Kanada            | 2   | 1:46,14  |       |
| 8.   | Abd al-Aziz Ladan Muhammad | Arabia Saudyjska  | 3   | 1:48,98  |       |

### Finał
Godzina: 20:00 (UTC+1)
| Poz. | Zawodnik      | Narodowość        | Tor | Rezultat | Uwagi |
| ---- | ------------- | ----------------- | --- | -------- | ----- |
|      | David Rudisha | Kenia             | 4   | 1:40,91  | WR    |
|      | Nijel Amos    | Botswana          | 5   | 1:41,73  | WJR,  |
|      | Timothy Kitum | Kenia             | 3   | 1:42,53  | PB    |
| 4.   | Duane Solomon | Stany Zjednoczone | 7   | 1:42,82  | PB    |
| 5.   | Nick Symmonds | Stany Zjednoczone | 8   | 1:42,95  | PB    |
| 6.   | Mohammed Aman | Etiopia           | 6   | 1:43,20  | NR    |
| 7.   | Abubaker Kaki | Sudan             | 9   | 1:43,32  | SB    |
| 8.   | Andrew Osagie | Wielka Brytania   | 2   | 1:43,77  | PB    |